# Ernő Rubik
Pour les articles homonymes, voir Rubik.
Dans le nom hongrois Rubik Ernő, le nom de famille précède le prénom, mais cet article utilise l’ordre habituel en français Ernő Rubik, où le prénom précède le nom.
Ernő Rubik (en hongrois Rubik Ernő [ˈɾu.bik ˈɛɾ.nøː]), est un architecte et professeur de design, né le 13 juillet 1944 à Budapest (Hongrie). Il est connu pour être le créateur du Rubik's Cube (Bűvös Kocka, « Cube Magique », ou Rubik Kocka) (1974), du Rubik's Magic, et du Rubik's Snake.
Rubik étudie la sculpture à l'académie des arts appliqués et du design de Budapest et l'architecture à l'université technique, également à Budapest. Alors qu'il est professeur de design à l'académie, il se consacre à son passe-temps de construire des modèles géométriques. L'un d'eux est un prototype de son Rubik's Cube, composé de 27 blocs de bois. Il lui faut un mois pour résoudre le problème du cube. Il s'avère être un outil adéquat à l'enseignement de la théorie des groupes algébriques et, fin 1977, Konsumex, la société commerciale d'État hongroise, commence à le commercialiser. En 1980, le Rubik's Cube est commercialisé dans le monde entier et plus de 100 millions d'unités autorisées, ainsi qu'environ 50 millions de contrefaçons, sont vendues, principalement au cours des trois années suivantes. Environ 50 livres sont publiés décrivant comment résoudre le casse-tête. À la suite de la popularité de son cube, Rubik ouvre un studio pour développer des conceptions en 1984 et parmi ses produits figure un autre jouet de puzzle populaire, le Rubik's Magic.
Bien qu'il soit devenu célèbre pour avoir inventé le Rubik's Cube et d'autres casse-têtes, il consacre une grande partie de son travail de ces dernières années à promouvoir la science dans l'éducation. Il est impliqué dans plusieurs organisations telles que Beyond Rubik's Cube, la Rubik Learning Initiative et la Fondation Judit Polgár, qui visent toutes à intéresser les étudiants aux sciences, aux mathématiques et à la résolution de problèmes dès leur plus jeune âge.

## Biographie
Ernő Rubik naît pendant la Seconde Guerre mondiale à Budapest. Son père est ingénieur-mécanicien et constructeur d'avions planeurs. Sa mère est poétesse.
Diplômé en architecture de l'université polytechnique et économique de Budapest (Budapesti Műszaki Egyetem) en 1967, il entame ensuite des études à l'École supérieure hongroise des arts appliqués (Magyar Iparművészeti Főiskola). De 1971 à 1975, il travaille en tant qu'architecte, puis devient professeur à l'École supérieure hongroise des arts appliqués.
En 1974, il invente le casse-tête Rubik's cube. Diplômé d'architecture, professeur aux Arts décoratifs de Budapest, Ernő Rubik racontera avoir voulu créer un objet tridimensionnel pour faire réfléchir ses étudiants. En réalité, il est un passionné des casse-tête et a réalisé le cube pour lui-même. Il dira d'ailleurs avoir passé des centaines d'heures à essayer de résoudre sa propre invention : il y arrive après plus d'un mois de recherche et de persévérance,.
En 1980, Ernő Rubik devient éditeur d'un journal sur les jeux et les puzzles appelé …És játék (« …Et jeux »). En 1983, il fonde le Rubik Stúdió, où il conçoit des meubles et des jeux.

### Vie privée
En 1977, il se marie avec Ágnes Hégely, une architecte d'intérieur. Ils ont quatre enfants : Ágnes, Anna, Zoltán Ernő Jr et Szonja.

## Distinctions

### Décoration
- 2010 -  Commandeur avec étoile de l'ordre du Mérite hongrois[7]

### Prix
- 2007 : prix Kossuth reçu des mains du président de la République hongroise, pour la création du Rubik's Cube.

### Hommages
Un astéroïde, (133250) Rubik, est nommé en son nom.
Dans la sitcom Big Bang Theory, le personnage de Sheldon souhaite inviter Ernő Rubik au mariage de ses amis Leonard et Penny, car celui-ci lui « apparaît, malgré sa célébrité et sa fortune, comme un homme très solitaire ».

## Notoriété du Rubik's Cube
Dans les années 1980, le Rubik's Cube devient mondialement célèbre quand un partenariat de distribution est conclu avec la firme internationale Ideal Toys.
Casse-tête moderne le plus connu au monde, il est, aujourd'hui, un des symboles des années 1980, souvent utilisé par la publicité ou le marketing comme icône représentative de la décennie.
Depuis plus de trente ans, des milliers de concours sont organisés à travers le monde pour tenter de battre le record du monde en rapidité. Actuellement[Quand ?], le record mondial est de 3,05 s et a été réalisé par le chinois Xuanyi Geng le 13 avril 2025 au "Shenyang Spring 2025" en Chine.
Le Rubik's Cube connaît de nombreuses déclinaisons (tailles, couleurs, formes, etc.).

## Jeu édité
- Rubik's Cube, 1980, Spiel des Jahres  meilleur jeu solitaire 1980 (licences actuelles Winning Moves et Jumbo)

## Casse-têtes et autres jeux

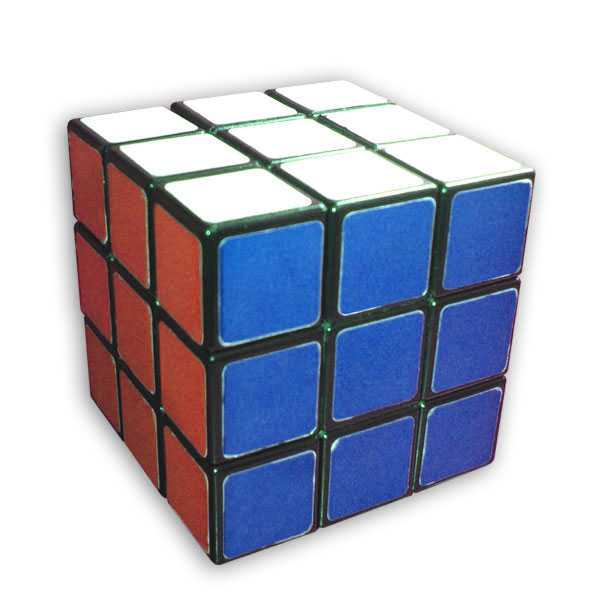
Le casse-tête le plus célèbre d'Ernő Rubik : le Rubik's Cube.

Voici la liste de certains des casse-tête sortis sous la marque Rubik :

### Formes cubiques
- Rubik's Cube
- Pocket Cube ou Mini-Cube (version 2×2×2 du cube)
- Rubik's Revenge (version 4×4×4 du cube)
- Professor's Cube (version 5×5×5 du cube)

### Autres puzzles classiques
- Rubik's Magic
- Rubik's Clock
- Rubik's Snake

### Collections

#### Années 1990
- Rubik's Triamid
- Rubik's Tangle
- Rubik's Dice
- Rubik's XV
- Rubik's Pyraminx
- Rubik's Barrel
- Rubik's Megaminx

#### Années 2000
- Rubik's 360